# Split screen

Verschillende manieren om split screen toe te passen

Split screen of schermopdeling is een techniek die vaak gebruikt wordt bij films, televisie en videospellen. Het houdt in dat het beeld in twee of meer stukken opgesplitst wordt, waarbij in elk stuk iets anders te zien is. Bij videospellen wordt dit bijvoorbeeld gedaan bij een multiplayer-optie of een partyspel, zodat alle spelers hun personage kunnen zien in hetzelfde scherm. Split screen wordt soms ook gebruikt om eenzelfde persoon twee keer in beeld te brengen, als hij/zij een dubbelrol speelt.